# 香港恰里螺
香港恰里螺（学名：Kaliella hongkongensis）是一種蝸牛，為香港特有種。1996年被世界自然保育聯盟（IUCN）列為易危。